# California State Route 49
Die California State Route 49 (kurz CA 49, auch als Golden Chain Highway oder Gold Country Highway bekannt) ist eine etwa 475 km lange State Route im US-Bundesstaat Kalifornien, die in Nord-Süd-Richtung verläuft.
Sie verbindet zahlreiche Orte an der Westseite der Sierra Nevada, die im Zuge des kalifornischen Goldrauschs entstanden sind und noch heute einen oft historischen Stadtkern haben. In Anlehnung an die „49ers“, die Goldsucher, welche diese Gegend 1849 erreichten, bekam der Highway die Nummer 49.

## Verlauf
Die State Route beginnt im Süden an der State Route 41 in der Ortschaft Oakhurst südlich des Yosemite-Nationalparks. Von dort führt sie nach Nordwesten durch das hügelige Vorgebirgsland zwischen dem kalifornischen Längstal und Sierra Nevada, wobei die Streckenführung dem Gelände entsprechend auf nahezu der gesamten Strecke vergleichsweise kurvig ist. Bei Mariposa wird die California State Route 140 gekreuzt und bei Coulterville mündet von Westen die State Route 132 ein. Weiter nordwestlich, bei dem Ort Moccasin, führt nach Osten die California State Route 120 über den Tioga Pass im Yosemite-Nationalpark über das Gebirge. Die Route 120 wird bis Chinese Camp auf der gleichen Trasse wie die CA 49 geführt. Hinter Chinese Camp trifft die Straße für einen kleinen Abschnitt auf die State Route 108, von der sie sich vor Sonora trennt. Nach der Überquerung des New Melones Lake kreuzt sie bei Angels Camp die CA 4 und bei Mokelumne Hill die California State Route 26. Es wird weiter nördlich die State Route 88 gekreuzt, während die State Route 16 nördlich davon einmündet. Bei Placerville kreuzt die State Route den U.S. Highway 50, der von der kalifornische Hauptstadt Sacramento in den Osten des Landes führt. Nördlich wird der Ort Coloma durchfahren, wo 1848 erstmals Gold gefunden und der Goldrausch in Kalifornien ausgelöst wurde. 
In Auburn wird die Interstate 80 gekreuzt. Ab dort schwenkt die Straße in nördliche Richtung und ist bis Nevada City vierspurig ausgebaut. Ab Grass Valley führt die CA 20 für etwa 8 km bis Nevada City auf die CA 49 und die State Route 174 mündet ein. Etwa ab dem Städtchen Camptonville dreht die California State Route 49 nach Osten und durchquert den Nordteil der Sierra Nevada. Zwischen Sattley und Sierraville östlich des Gebirges ist sie gleichbedeutend mit der SR 89. Ab dort führt der Highway nach Nordosten und endet bei dem Ort Chilcoot-Vinton an der State Route 70.

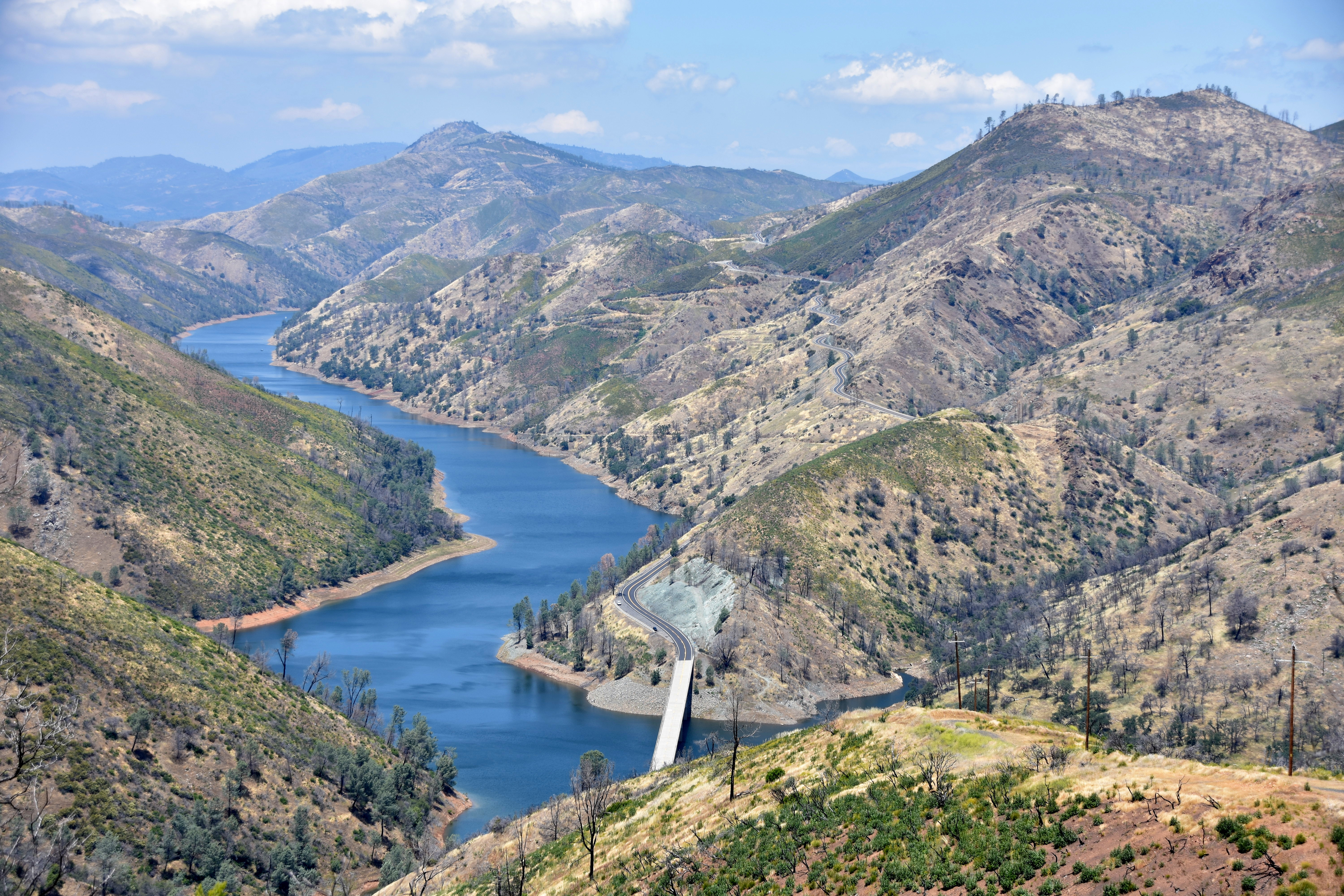
Am Lake McClure
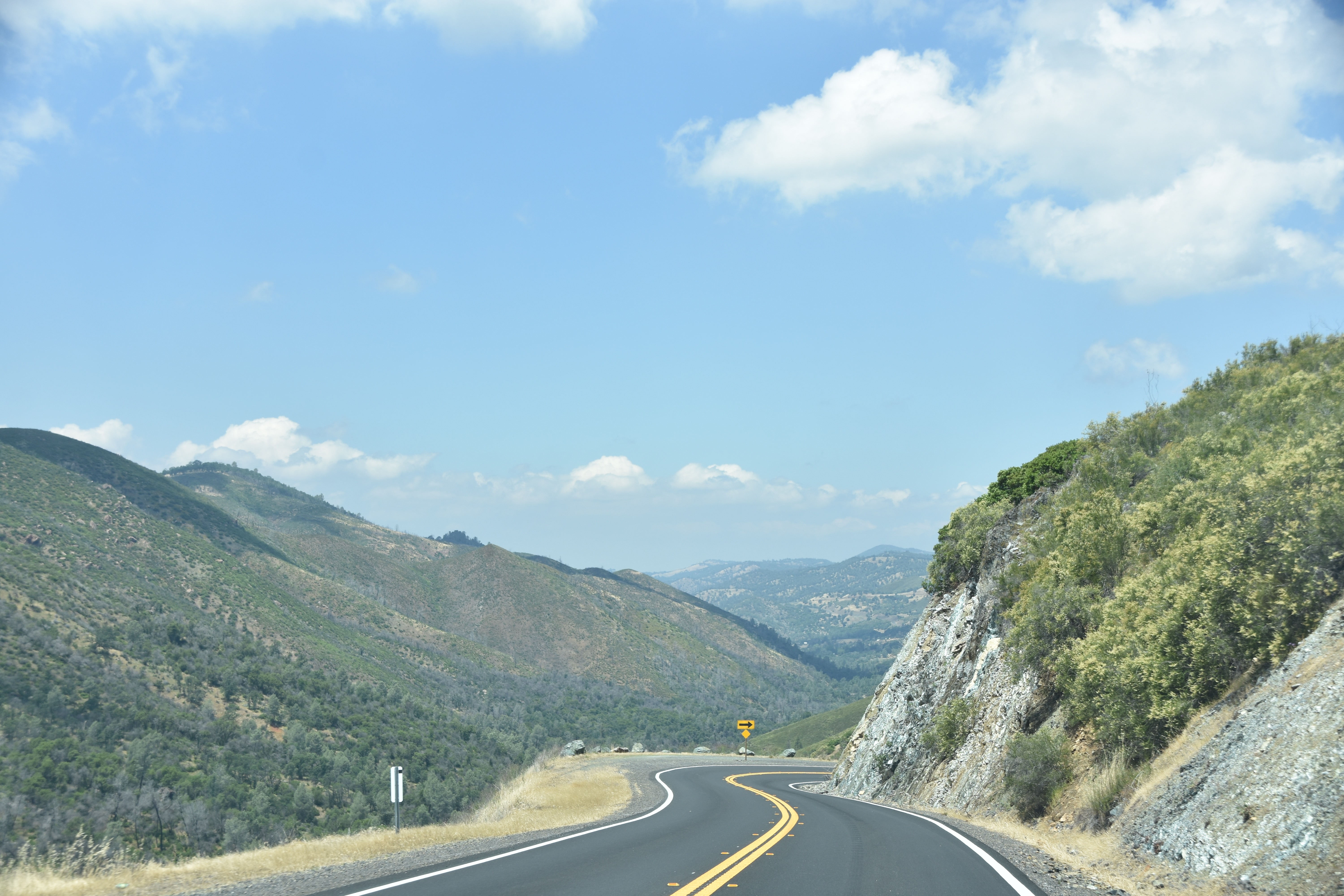
Im Mariposa County
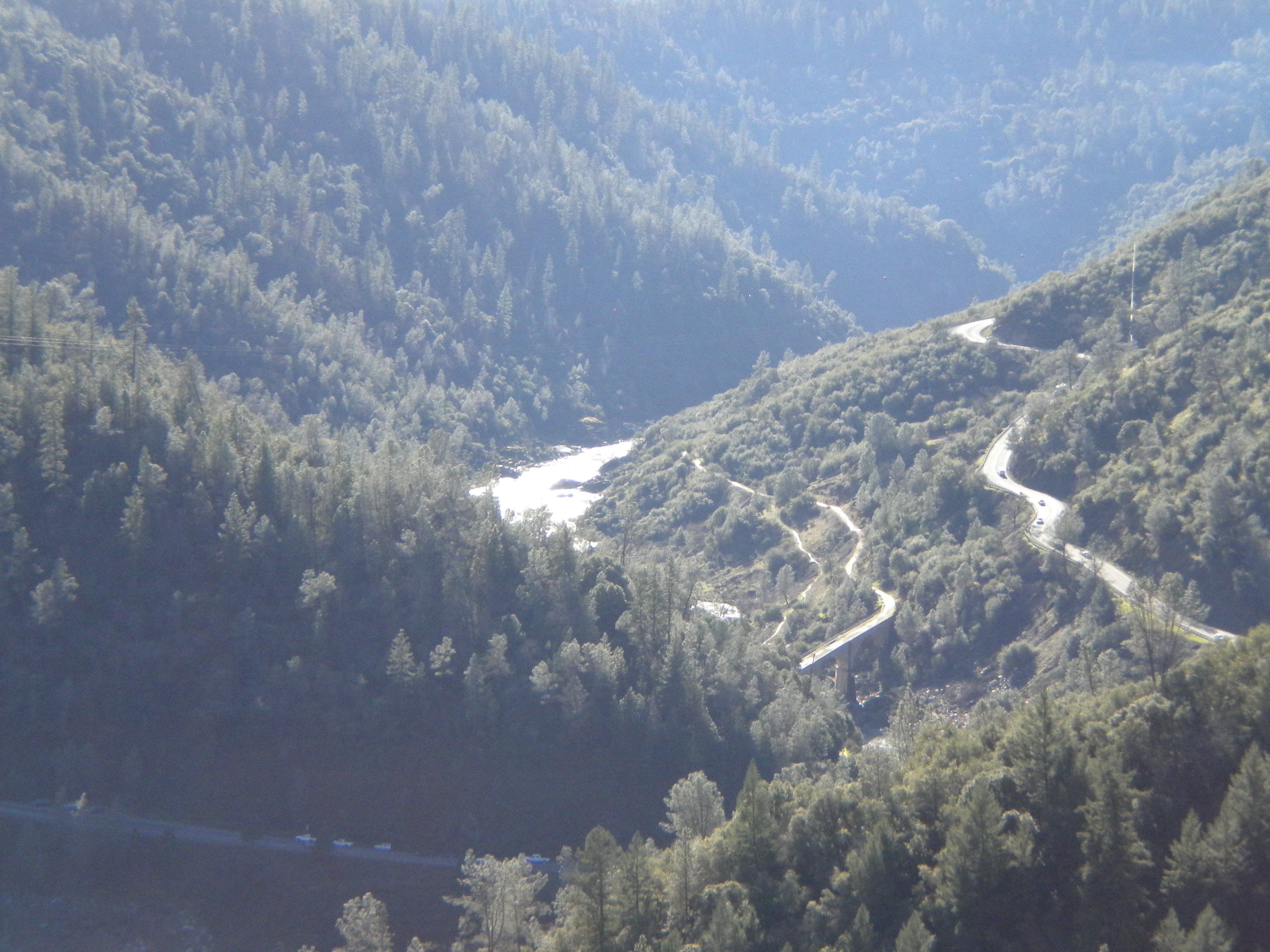
Am American River
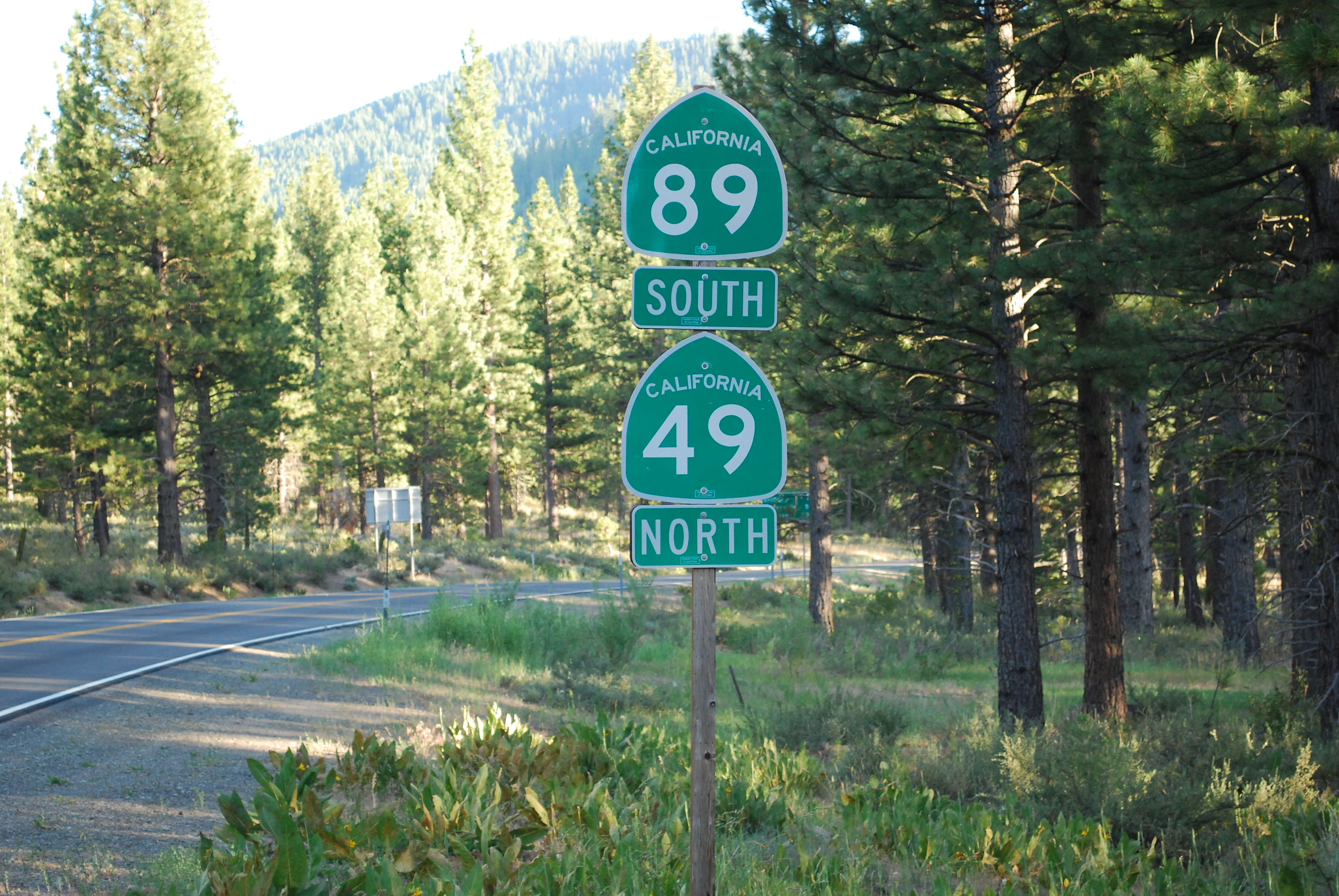
Kreuzung mit der Route 89